# Amphisbaena caiari
Espèce
Amphisbaena caiari est une espèce d'amphisbènes de la famille des Amphisbaenidae.

## Répartition
Cette espèce est endémique du Rondônia au Brésil.

## Publication originale
- Teixeira Jr, Dal Vechio, Neto & Rodrigues, 2014 : A New Two-Pored Amphisbaena Linnaeus, 1758, from Western Amazonia, Brazil (Amphisbaenia: Reptilia). South American Journal of Herpetology, vol. 9, no 1, p. 62-74.